# Shamanivka
Shamanivka  (ucraniano: Шаманівка) es una localidad del Raión de Odesa en el Óblast de Odesa de Ucrania. Según el censo de 2001, tiene una población de 116 habitantes.